# 퀼래훌루트
퀼래훌루트(핀란드어: Kylähullut)는 핀란드의 펑크 록 밴드이다. 현재 구성원은 알렉시 라이호(칠드런 오브 보돔), 톤미 릴만(전 To/Die/For), 베스쿠 요키넨(클라미디아)이다. 밴드 이름은 핀란드어로 "마을에 사는 바보"를 뜻한다. 알렉시 라이호가 2004년 부 프로젝트로 시작하였다.

## 구성원
- 알렉시 라이호: 기타, 보컬
- 베사 요키넨: 보컬
- 톤미 릴만: 드럼, 배스

## 앨범

### 정규 앨범
- Turpa Täynnä (2005년)
- Peräaukko Sivistyksessä (2007년)

### EP
- Keisarinleikkaus (2004년)
- Lisää Persettä Rättipäille (2007년)

## 비디오
- Kääpiöt - Turpa Täynnä
- Kieli Hanurissa